# Civilization V
Sid Meier's Civilization V (també conegut com a Civilization 5 o Civ5) és un videojoc d'estratègia per torns desenvolupat per Firaxis Games i distribuït per 2K Games, el cinquè de la sèrie Civilization. Va guanyar el premi al Millor joc d'estratègia als premis BAFTA de 2011. És un joc dirigit a qualsevol usuari, sense importar el gènere o l'edat, ja que, en aquesta entrega no es fixa tant el focus en una batalla, sinó que a vegades la millor opció és la pacífica. No és la primera versió que surt a la venda, com ja s'ha introduït, compta amb unes quantes abans que aquesta. Això pot fer que el jugador, un cop ja estigui en plena escena, pugui predir què pot passar a continuació i això el condueixi a l'avorriment. En aquest cas, les força millores que s'han fet ajuden a combatre aquest sentiment.
A banda d'afegir millores, Firaxis Games també han eliminat opcions de jocs anteriors, com es podrà veure tot seguit.

## Novetats
Civilization V té encara les bases dels antics Civilization: un colonitzador o un guerrer que esperen fundar una ciutat. La millora que inclou aquesta nova versió respecte de les seves antecessores, és la distribució hexagonal de les caselles del tauler de joc, ja que els creadors afirmen que li aporta més naturalitat al joc. Així es minimitzen les possibilitats de moviment (8 en el cas dels quadrats, 6 als hexàgons). Malgrat aquesta millora, encara hi ha més novetats, com, per exemple, que les caselles poden ser ocupades només per una sola unitat, de forma que no es pot fer un superatac des d'una sola casella. A més, la producció de soldats s'ha encarit, de forma que es limiten les tropes i, per tant, s'augmenta el valor de cada unitat. Tot això fa que la falta d'estratègia i diplomàcia sigui molt necessària per no tenir massa conflictes bèl·lics.
Però no tot són millores. S'eliminen opcions importants com la religió, per fer més fàcil la diplomàcia.
També es millora la intel·ligència artificial creant líders més "humans", que, per exemple, si s'acumulen tropes a la seva frontera es queixaran.
Altres millores:
| Pobles i llocs      | Descripció i millores |
| ------------------- | --- |
| Runes Antigues      | Les Runes antigues són les restes de civilitzacions caigudes en un passat. Com en les altres entregues, el país que aconsegueixi col·locar-hi una unitat a sobre rebrà beneficis. Els beneficis poden ser: - Un antic tresor que proporcioni or a la teva civilització. - Un mapa de l'àrea del voltant. - Millores de l'armament de la unitat. - Supervivents d'una antiga civilització, que es traslladen a la teva ciutat més propera i augmenten en 1 la seva població. - Un augment a la cultura. - Als nivells més fàcils poden proporcionar colons i treballadors. |
| Meravelles naturals | Són formacions naturals de caràcter extraordinari. Només per descobrir-la, aportarà felicitat a l'imperi del jugador. Per beneficiar-se del tot s'hi ha de fundar una ciutat al costat. Quan s'explota aporta or i felicitat. |
| Bàrbars             | Els bàrbars són bandes errants de vilans que odien la civilització i tot el que ella simbolitza. Ataquen les unitats i ciutats i saquegen les millores. A mesura que la civilització del jugador creixi, els Bàrbars cada vegada representaran una amenaça menor, però al principi de la partida poden arribar a ser un problema molt seriós. Els bàrbars surten dels seus campaments, que poden aparèixer en qualsevol casella neutral que no pugui veure una ciutat o unitat d'una civilització. Cada pocs torns, el campament crearà una altra unitat bàrbara que es dirigirà cap a la civilització més propera i començarà a causar problemes. L'única manera d'acabar amb això és trobar el campament i destruir-lo. Els campaments bàrbars poden crear gairebé qualsevol tipus d'unitat del joc: des de guerrers a llancers, passant per unitats més avançades (de fet, poden crear les mateixes unitats que la civilització més evolucionada). Si se'n reuneixen bastants, poden arribar a prendre una ciutat mal defensada i la saquejaran a consciència. Per aquesta raó és tan important escombrar periòdicament el camp que envolta la civilització del jugador, per destruir els campaments, abans que siguin perillosos. Una civilització pot guanyar una recompensa en or per dispersar un Campament bàrbar, a més d'aconseguir que aquest deixi de generar més unitats bàrbares. Els campaments solen estar protegits amb, almenys, una unitat fortificada, de manera que no són presa fàcil. |
| ciutats estat       | Les ciutats estat són les entitats polítiques més petites a Civilization V. No poden guanyar la partida (no competeix en contra de la persona que juga), però poden esperonar o entorpir en gran manera els teus progressos cap a la victòria. Es pot guanyar l'amistat de les ciutats estat i aconseguir diversos beneficis importants, una altra opció és no donar-les importància i concentrar-se en rivals més grans i importants, o es pot conquerir o sotmetre, posant un governador titella. Per posar-se en contacte amb una ciutat estat, primer se l'ha de trobar. Quan una de les unitats es trobi amb una ciutat estat, aquesta determina de quin tipus és (culta, marítima o militarista) i, segurament, regalarà Or. Un cop estableixin contacte les ciutats estat amb el jugador, és possible que de tant en tant la ciutat estat es posi en contacte amb el jugador perquè facis una "missió" per a ella. Per exemple, pot ser que estigui plena de Bàrbars o el seu poble vulgui conèixer Meravelles naturals, o pot ser que l'estigui atacant una altra civilització i busqui aliats. Completar missions per a les ciutats estat és una manera d'augmentar la influència sobre elles. |
| Civilitzacions      | Per acabar, un aspecte que també cal destacar. Hi ha les altres civilitzacions del món. Aquestes compten amb líders tan astuts i decidits com el propi jugador. Alguns són honrats i alguns altres mentiders, uns són bel·licosos, i d'altres pacífics, però tots volen guanyar. Per aconseguir la victòria, el jugador s'ha de mostrar hàbil en els seus tractes amb els altres líders. Es pot intercanviar or, recursos estratègics i de luxe i fins i tot ciutats senceres amb ells. Es poden signar Acords de Recerca que ajudin a avançar amb més rapidesa (i a ells també). També és possible demanar-los ajuda en una guerra o que cancel·lin qualsevol tipus de tracte amb un enemic mutu. Aquí fora hi ha un món gran i difícil, i no durarà massa la vida si el jugador ataca a tots aquells que va coneixent. De vegades, realment és molt millor parlar a barallar, almenys fins que els altres usuaris donin l'esquena a l'úsuari que juga i aquest estigui preparat per llançar el gran atac. |

En general, tots els canvis tenen l'objectiu últim de realçar d'una vegada per totes el sistema de diplomàcia: no sempre la guerra és la sortida. El combat és molt diferent al d'anteriors jocs, més còmode de controlar amb més possibilitats tàctiques i, al mateix temps, s'han reforçat altres aspectes com la diplomàcia, la construcció o el comerç, cercant un joc més equilibrat y que deixi més possibilitats al jugador pacifista.

## Civilitzacions i líders
Existeixen 18 civilitzacions elegibles a la versió original de Civilization V. Cada civilització té un únic líder (a civilization IV algunes civilitzacions tenien diversos líders), una unitat única i un edifici exclusiu o dos unitats especials o una habilitat especial. El jugador pot interaccionar amb líders en 3D totalment animats que parlen en la seva llengua original(Ramsés parla en egipci, Bismark en alemany...).
| Civilització  | Líder                   | Unitat única           | Unitat única 2 o edifici únic | Habilitat especial          |
| ------------- | ----------------------- | ---------------------- | ----------------------------- | --------------------------- |
| Estats Units  | George Washington       | B-17                   | Milicians                     | Destí manifestat            |
| Aràbia        | Harun ar-Raixid         | Arquer a camell        | Basar                         | Caravana comercial          |
| Asteques      | Moctezuma II            | Jaguar                 | Jardins flotants              | Sacrificis humans           |
| Xina          | Wu Zetian               | Cho-ko-nu              | Paperer                       | Art de la Guerra            |
| Egipte        | Ramsés II               | Carro de guerra        | Tomba                         | Constructors de Monuments   |
| Anglaterra    | Elisabet I d'Anglaterra | Sageter                | Vaixell de guerra             | Imperi on mai es pon el sol |
| França        | Napoleó                 | Legió estrangera       | Mosqueter                     | Antic Règim                 |
| Alemanya      | Otto von Bismarck       | Lansquenet             | Panzer                        | Furor Teutònic              |
| Antiga Grècia | Alexandre el Gran       | Cavalleria de companys | Hoplita                       | Lliga Hel·lènica            |
| Índia         | Gandhi                  | Elefant de guerra      | Fort mogol                    | Creixement poblacional      |
| Iroquesos     | Hiawatha                | Guerrers Mohicans      | Gran Casa                     | Sender de la guerra         |
| Japó          | Oda Nobunaga            | Samurai                | Zero                          | Bushidō                     |
| Imperi Otomà  | Solimà, el Magnífic     | Genísser               | Sipai                         | Corsaris barbarescs         |
| Pèrsia        | Darios                  | Immortals              | Sàtrapa                       | Legat d'Arquímedes          |
| Antiga Roma   | Juli Cèsar              | Balista                | Legió                         | Glòria de Roma              |
| Imperi Rus    | Caterina                | Cosac                  | Pelleteria                    | Mare Rússia                 |
| Siam          | Ramkhamhaeng            | Elefant de Naresuan    | Wat                           | Fills del Pare Estat        |
| Songhai       | Askia                   | Cavalleria mandelaku   | Mesquita de Djingareyber      | Senyor de la guerra del riu |

A més d'aquestes civilitzacions, existeixen altres Imperis que es poden obtenir descarregant-los. La Mongòlia de Genghis Khan, amb un mapa de la zona mongola s'ofereix gratuïtament des del 25 d'octubre de 2010.
| Civilització | Líder            | Unitat única    | Unitat única 2 o edifici especial | Habilitat especial         |
| ------------ | ---------------- | --------------- | --------------------------------- | -------------------------- |
| Mongòlia     | Genguis Kan      | Keshik          | Kan                               | Terror mongol              |
| Babilònia    | Nabucodonosor II | Arquer babiloni | Muralles de Babilònia             | Ingeni                     |
| Espanya      | Isabel           | Terç            | Conquistador                      | Set ciutats d'or           |
| Imperi Inca  | Pachacútec       | Foner           | Terrassa                          | Camí andí                  |
| Polinèsia    | Kamehameha I     | Guerrer maori   | Moai                              | Wayfiding                  |
| Dinamarca    | Harald I         | Berzerker       | Infanteria noruega                | Fúria vikinga              |
| Corea        | Sejong           | Hwacha          | Vaixell tortuga                   | Erudits de la sala de jade |

L'expansió Civilization V Déus i Reis afegirà a més les següents nou civilitzacions, formant un total de 34 civilitzacions; Àustria, Etiòpia, Cartago, maies, celtes, Bizanci, huns, Noruega i Holanda. L'expansió va sortir el juny de 2012.
| Civilització | Líder            | Unitat única      | Unitat única 2 o edifici especial | Habilitat especial            |
| ------------ | ---------------- | ----------------- | --------------------------------- | ----------------------------- |
| Àustria      | Maria Teresa     | Hússar            | Café                              | Matrimoni diplomàtic          |
| Bizanci      | Teodora          | Dromon            | Catafracta                        | Patriarcat de Constantinoble  |
| Cartago      | Dido             | Elefante Africano | Quinquirrem                       | Patrimoni fenici              |
| Celta        | Boudica          | Guerrer picte     | Saló de Ceilidh                   | Druida                        |
| Etiòpia      | Haile Sleassie   | Sefari Mehal      | Solc                              | Esperit d'Adwa                |
| Huns         | Àtila            | Arquer muntat     | Ariet                             | Assot de Déu                  |
| Maies        | Pacal            | Atlatl            | Piràmide                          | El llarg compte               |
| Holanda      | Guillem d'Orange | Captaires del mar | Molí                              | Companyia de l'est de l'Índia |
| Suècia       | Gustau II        | Carolà            | Hakkapeliitta                     | Premi Nobel                   |

### Política Social
En una modificació del sistema de punts culturals, el sistema de punts de victòria per a la cultura d'una ciutat ha estat substituït per un sistema de Política Social. El jugador té l'oportunitat de "comprar" doctrines socials a canvi de punts de cultura. Aquestes polítiques socials es componen de deu branques diferents. Completar el projecte Utopia (és a dir, omplir cinc dels deu tipus de polítiques socials) s'ha convertit en una condició nova de victòria i permet guanyar el joc.
Llista de les polítiques socials a Civilization V
| Política social | Era on es desbloqueja | Incompatibilitat     | Descripció |
| --------------- | --------------------- | -------------------- | --- |
| Tradició        | Edat Antiga           | cap                  | Aquesta doctrina s'adapta bé als imperis que no desitgen ser tant imperialistes i d'altres civilitzacions i passen la major part de la seva energia al desenvolupament de la capital. Aquesta doctrina dona bons a la producció i als aliments a la capital de l'imperi.                              |
| Llibertat       | Edat Antiga           | Autocràcia           | Aquesta doctrina està dissenyada per construir un imperi amb rapidesa i per accelerar el procés de creació de ciutats. Amb alguns canvis, l'alliberament de les doctrines d'aquesta branca ofereix unitats gratis (treballadors, colons...)                                                           |
| Honor           | Edat Antiga           | cap                  | La política "Honor" pot concedir bonificacions a la velocitat de producció i l'experiència per a les Unitats militars, però no a tots els efectes que pot produir l'autocràcia. Beneficia sobretot la lluita contra els bàrbars i la militarització d'un Imperi. Ajuda també a formar unitats d'elit. |
| Devoció         | Era clàssica          | Racionalisme         | La "Devoció" aporta bons culturals a la civilització, que poden ser molt ben pagats en les reivindicacions de terres amb altres civilitzacions i la recerca de noves doctrines. |
| Mecenatge       | Edat mitjana          | cap                  | El patrocini de les arts és una doctrina molt útil si el jugador vol unir forces amb les ciutats estat. La doctrina fa augmentar les relacions amb les ciutats estat i empitjora les dels altres jugadors.                                                                                            |
| Comerç          | Edat mitjana          | cap                  | El "Mecenatge" es basa en el comerç marítim i la producció de riquesa, bons premis en aquestes zones. Beneficia sobretot la capital, l'economia i tot el que es relaciona amb el mar. |
| Igualtat social | Renaixement           | Autocràcia           | La doctrina de la "Igualtat social" serveix per augmentar l'eficiència de les ciutats i els seus especialistes. És especialment adequat per a petits imperis, sobretot si el jugador té un Imperi basat en la cultura.                                                                                |
| Racionalisme    | Renaixement           | Devoció              | El "Racionalisme" potencia moltíssim la producció científica i la felicitat de l'Imperi. |
| Ordre           | Revolució Industrial  | cap                  | Aquesta doctrina pot millorar significativament els grans imperis, principalment l'augment de la producció de les ciutats i defensa del territori nacional. |
| Autocràcia      | Revolució Industrial  | Llibertat i Igualtat | L'autocràcia és una doctrina basada exclusivament en bons militar. Permet que les unitats militars es beneficiïn de les bonificacions diverses, ja sigui en termes d'experiència, la velocitat de producció o el poder en combat.                                                                     |

## Llançament
Civilization V es va publicar als Estats Units el 21 de setembre, i el 24 de setembre de 2010 a nivell mundial. A més de la versió original, es publicaren unes versions deluxe, que contenen un llibre de 176 pàgines, un making-of del videojoc, dos discos amb la banda sonora i cinc figures de metall amb personatges del joc.